# فهرست شهرهای مناطق مسکونی آمریکا

## A

### آلاباما
- فهرست شهرهای آلاباما

### آلاسکا
- فهرست شهرهای آلاسکا

### آریزونا
- فهرست شهرهای آریزونا
- List of localities in Arizona
- List of places in Arizona

### آرکانزاس
- فهرست شهرهای آرکانزاس

## C

### کالیفرنیا
- فهرست شهرهای کالیفرنیا
- List of places in California

### کلرادو
- فهرست شهرها و روستاهای کلرادو

### کانتیکت
- فهرست شهرهای کانتیکات
- List of towns in Connecticut

## D

### دلاویر
- فهرست شهرهای دلاور
- List of places in Delaware

### واشینگتن دی.سی.
- List of neighborhoods of the District of Columbia by ward

## F

### فلوریدا
- فهرست شهرهای فلوریدا
- List of places in Florida
- فهرست شهرهای فلوریدا

## G

### جورجیا (آمریکا)
- فهرست شهرهای جورجیا، آمریکا
- List of places in جورجیا، آمریکا
- List of towns and villages in جورجیا آمریکا

## H

### هاوائی
- فهرست شهرهای هاوایی

## I

### آیداهو
- فهرست شهرهای آیداهو
- List of places in Idaho

### ایلی‌نوی
- فهرست شهرهای ایلینوی
- List of towns and villages in Illinois

### ایندیانا
- فهرست شهرهای ایندیانا
- List of towns in هندna

### آیووا
- فهرست شهرهای ایالت آیووا

## K

### کانزاس
- فهرست شهرهای کانزاس

### کنتاکی
- فهرست شهرهای کنتاکی

## L

### لوئیزیانا
- فهرست شهرها و روستاهای لوئیزیانا

## M

### مین
- فهرست شهرهای مین
- List of plantations in Maine
- List of towns in Maine

### مریلند
- فهرست مکان‌های مریلند

### ماساچوست
- فهرست شهرهای ماساچوست

### میشیگان
- فهرست شهرهای میشیگان

### مینه‌سوتا
- فهرست شهرهای مینه سوتا

### میسیسیپی
- فهرست شهرهای سی سی پی
- فهرست شهرهای میسیسیپی

### میزوری
- فهرست شهرهای میسوری
- List of towns and villages in Missouri

### مونتانا
- فهرست شهرها و روستاهای مونتانا
- List of places in Montana

## N

### نبراسکا
- فهرست شهرهای نبراسکا
- List of villages in Nebraska

### نوادا
- فهرست شهرهای نوادا

### نیوهمپشر
- فهرست شهرها و روستاهای نیوهمپشایر

### نیوجرزی
- List of cities, boroughs, towns, and villages in New جرزی

### نیومکزیکو
- List of cities, towns, and villages in New مکزیک

### نیویورک
- فهرست شهرهای نیویورک
- List of towns in New York
- List of villages in New York

### کارولینای شمالی
- فهرست شهرهای در کارولینای شمالی
- List of unincorporated communities in North Carolina

### داکوتای شمالی
- فهرست شهرهای داکوتای شمالی

## O

### اوهایو
- فهرست شهرهای اوهایو
- List of villages in Ohio

### اکلاهما
- فهرست شهرهای اوکلاهما
- List of towns in Oklahoma

### اورگن
- فهرست شهرهای اورگان

## P

### پنسیلوانیا
- فهرست شهرهای پنسیلوانیا
- List of towns and boroughs in Pennsylvania

## R

### رود آیلند
- فهرست شهرهای Rhode Island
- فهرست شهرها و روستاهای رود آیلند

## S

### کارولینای جنوبی
- فهرست شهرهای کارولینای جنوبی
- فهرست شهرهای کارولینای جنوبی

### داکوتای جنوبی
- فهرست شهرهای داکوتای جنوبی
- List of towns and villages in South Dakota

## T

### تنسی
- فهرست شهرها و روستاهای تنسی

### تگزاس
- فهرست شهرهای تگزاس
- list of towns in Texas

## U

### یوتا
- فهرست شهرهای یوتا

## V

### ورمانت
- فهرست شهرهای ورمونت
- List of towns in Vermont

### ویرجینیا
- فهرست شهرهای ویرجینیا
- List of towns in Virginia

## W

### واشنگتن
- فهرست شهرهای واشنگتن
- List of towns in واشنگتن

### ویرجینیای غربی
- فهرست شهرهای ویرجینیا غربی
- List of towns in West Virginia
- List of villages in West Virginia

### ویسکانسین
- فهرست شهرهای ویسکانسین
- List of towns in Wisconsin
- List of villages in Wisconsin

### وایومینگ
- فهرست شهرهای وایومینگ